# Hội chứng hoa tulip

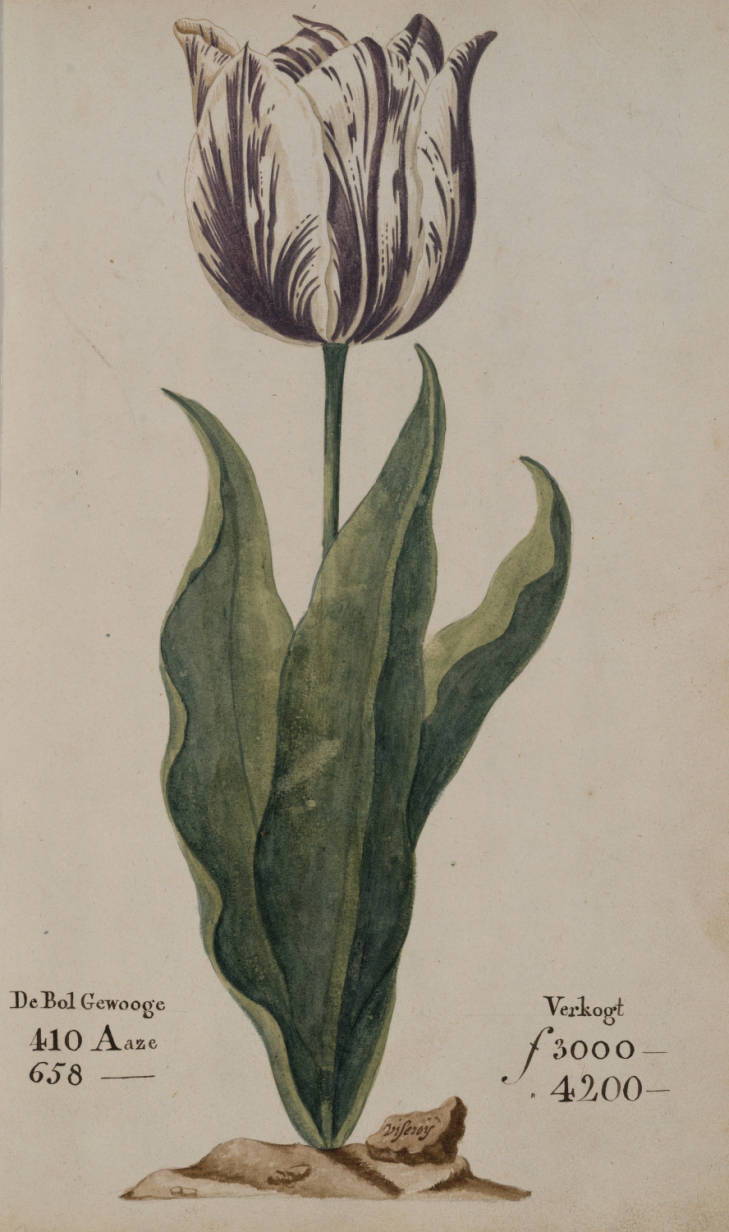
Một bông hoa tulip, còn gọi là "Phó Vương", trong một mục lục tại Hà Lan năm 1637. Củ của nó có giá từ 3000 tới 4200 florin tùy vào kích cỡ. Một thợ thủ công lành nghề khi ấy kiếm được khoảng 300 florin mỗi năm.

Hội chứng hoa tulip, hay là bong bóng Uất kim hương (tên tiếng Hà Lan còn có: tulpenmanie, tulpomanie, tulpenwoede, tulpengekte và bollengekte) là một giai đoạn trong Thời kỳ hoàng kim của Hà Lan, giá thỏa thuận của một củ tulip (uất kim hương) khi ấy mới xuất hiện tăng vọt một cách bất thường từ năm 1634 rồi bất ngờ sụp đổ vào tháng 2 năm 1637. Đây nhìn chung được coi là bong bóng đầu cơ đầu tiên được ghi lại trong lịch sử (hay là bong bóng kinh tế). Hội chứng hoa tulip có thể được coi là một hiện tượng kinh tế xã hội chưa được biết đến vào thời điểm đó hơn là một cuộc khủng hoảng kinh tế nghiêm trọng. Trên thực tế, nó không tác động quá nhiều đến sự thịnh vượng của Cộng hòa Hà Lan, một trong những cường quốc kinh tế và tài chính hàng đầu vào thế kỷ 17, với mức thu nhập bình quân đầu người cao nhất thế giới trong suốt thời kỳ từ những năm 1600 đến tận năm 1720. Thuật ngữ "Hội chứng hoa tulip" nay được dùng như một ẩn dụ để chỉ bất kỳ một bong bóng kinh tế lớn nào, khi giá tài sản tách rời giá trị nội tại.
Tại châu Âu, những thị trường tương lai chính thống đã xuất hiện tại Cộng hòa Hà Lan vào khoảng thế kỷ 17. Trong số đó, nổi bật nhất là thị trường hoa tulip với cao trào là cơn sốt hoa tulip. Vào thời điểm hội chứng tulip lên cao tới đỉnh điểm, vào tháng 2 năm 1637, một số củ hoa tulip đơn lẻ được cho là còn được bán với mức giá cao hơn 10 lần thu nhập hàng năm của một nghệ nhân lành nghề. Tuy vậy, việc nghiên cứu và xác thực chuyện này còn gặp khó khăn do dữ liệu kinh tế vào những năm 1630 còn hạn chế, đa phần chúng còn đến từ những nguồn thông tin có phần thiên vị và mang tính phỏng đoán. Một số nhà kinh tế hiện đại đã đưa ra những giải thích hợp lý cho sự tăng và giảm của giá cả, thay vì coi đây đơn thuần là một cơn sốt đầu cơ. Ví dụ, những loài hoa khác như dạ lan hương cũng đã từng có mức giá khởi điểm cao vào thời điểm được giới thiệu rồi sau đó lại giảm khi được nhân giống nhiều hơn. Mức định giá cao cũng có thể được thúc đẩy bởi kỳ vọng về một nghị định của quốc hội nước này, trong đó cho phép hủy bỏ các hợp đồng mua bán với một chi phí nhỏ, qua đó giảm rủi ro cho người mua.
Sự kiện này trở nên nổi tiếng sau cuốn sách "Những ảo giác nổi tiếng và sự điên loạn của đám đông" xuất bản năm 1841 của nhà báo Anh Charles Mackay. Theo Mackay, đã có lúc người ta sẵn sàng trả 5 ha đất để có một củ tulip loại Semper Augustus. Mackay cho rằng những nhà đầu tư như thế phá sản khi giá giảm và thương mại Hà Lan phải chịu một cú sốc nặng nề. Mặc dù cuốn sách của Mackay ngày nay vẫn được in lại rộng rãi, nhưng ghi chép của ông còn gây nhiều tranh cãi. Nhiều học giả hiện đại tin rằng cơn sốt này không khủng khiếp như những gì Mackay miêu tả, một số thậm chí còn cho rằng biến động về giá thậm chí còn chưa tới mức của một bong bóng.

## Bối cảnh và lịch sử

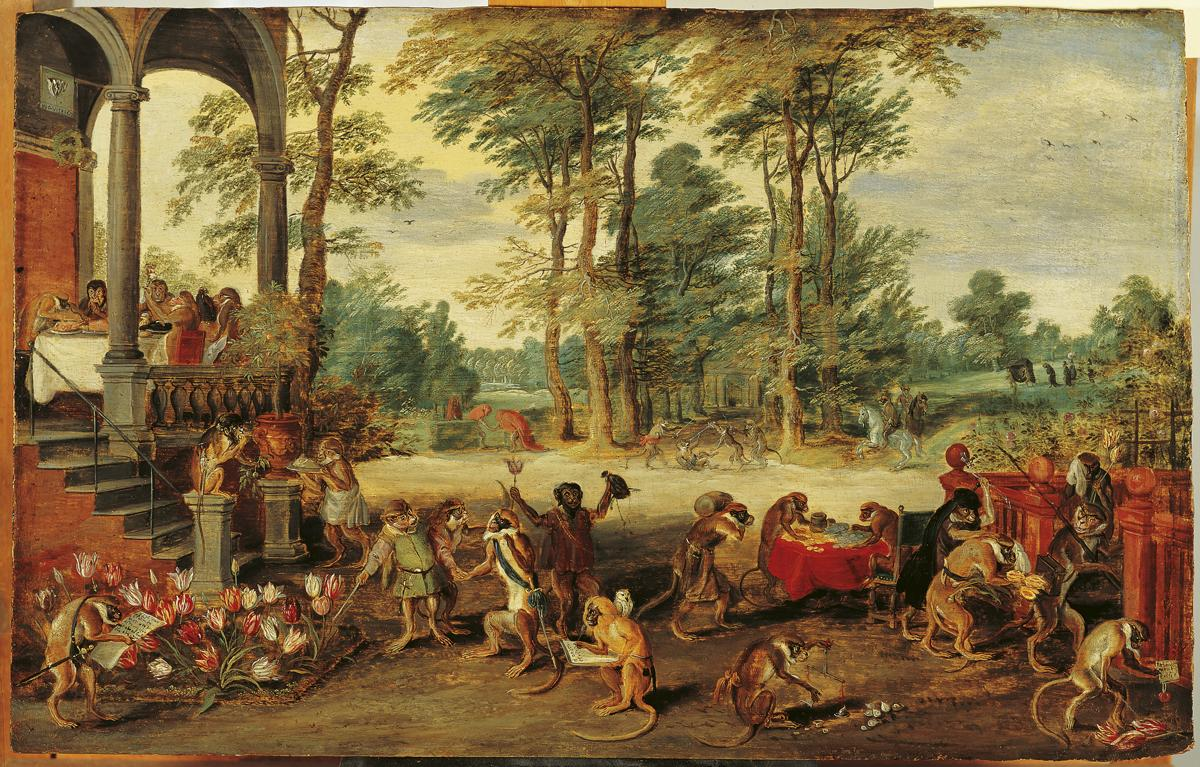
Một sự châm biếm với Hội chứng Tulip vẽ bởi Jan Brueghel the Younger (khoảng năm 1640) mô tả những kẻ đầu cơ như những con khỉ không có não trong trang phục của tầng lớp thượng lưu đương thời. Tác giả khắc họa sự đảo điên của nền kinh tế thời bấy giờ với hình ảnh một con khỉ đi tiểu vào những những chậu cây tulip vốn từng rất có giá trị, những con khỉ khác xuất hiện trước tòa án với vai trò là con nợ, còn một con khỉ thì bị mang xuống mồ chôn.

### Ngành kinh doanh hoa tulip tại Hà Lan
Từ khoảng đầu những năm 1600 đến giữa thế kỷ 18, hệ thống kinh tế, kinh doanh và tài chính của cộng hòa Hà Lan đã đạt đến mức độ tiên tiến và tinh vi nhất từng được chứng kiến trong lịch sử. Trong Thời hoàng kim của mình, Cộng hòa Hà Lan chịu trách nhiệm cho rất nhiều đổi mới tiên phong trong lịch sử kinh tế, kinh doanh và tài chính của thế giới, như bong bóng giá tài sản đầu tiên được ghi nhận trong lịch sử (vào thập niên 1630),bong bóng và những lần sụp đổ của thị trường chứng khoán ở thời kỳ đầu đều có nguồn gốc từ các hoạt động kinh tế - chính trị - xã hội của Cộng hòa Hà Lan vào thế kỷ 17 (nơi sinh ra của sàn giao dịch chứng khoán và thị trường chứng khoán chính thức đầu tiên trên thế giới, Công ty Đông Ấn Hà Lan (công ty đại chúng được niêm yết chính thức đầu tiên trên thế giới) và Công ty Tây Ấn Hà Lan.
Công cuộc du nhập loài hoa tulip đến châu Âu thường được cho là bắt nguồn từ Ogier de Busbecq, đại sứ của Hoàng đế Ferdinand I tại Thổ Nhĩ Kỳ, người đã gửi những củ và hạt giống hoa tulip đầu tiên từ Đế chế Ottoman đến Vienna vào năm 1554. Củ hoa tulip, cùng với các loại cây trồng mới như khoai tây, ớt, cà chua và nhiều giống rau củ khác đều có mặt tại châu Âu vào thế kỷ 16. Các loại củ này nhanh chóng được phân phối từ Vienna tới Augsburg, Antwerp và Amsterdam. Việc chúng trở nên phổ biến và được trồng tại Các tỉnh Thống nhất (ngày nay là Hà Lan) thường được cho là bắt đầu một cách nghiêm túc vào khoảng năm 1593, sau khi nhà thực vật học Carolus Clusius ở miền Nam Hà Lan nhận một chức vụ tại Trường Đại học Leiden và thành lập vườn bách thảo Hortus Academicus. Ông đã trồng bộ sưu tập củ giống hoa tulip của mình và nhận thấy rằng chúng có thể chịu được những kiểu điều kiện khắc nghiệt hơn của Các nước vùng Thấp; ngay sau đó, hoa tulip bắt đầu trở nên phổ biến.
Hoa tulip khác với các loài hoa khác được biết đến ở châu Âu vào thời điểm đó bởi màu cánh hoa rất đậm của nó. Sự xuất hiện của hoa tulip như một biểu tượng địa vị trùng hợp thay lại phù hợp với những vận may thương mại của đất nước Hà Lan mới độc lập. Không còn là Hà Lan thuộc Tây Ban Nha, nguồn tài nguyên kinh tế của đất nước này đã có thể kết nối với thương mại và Hà Lan bắt đầu bước vào thời Hoàng kim của mình. Các thương nhân ở Amsterdam đã hưởng lợi trực tiếp từ khoản sinh lời khổng lồ đến từ giao thương Đông Ấn, nơi một chuyến đi có thể mang lại lợi nhuận đến 400%.

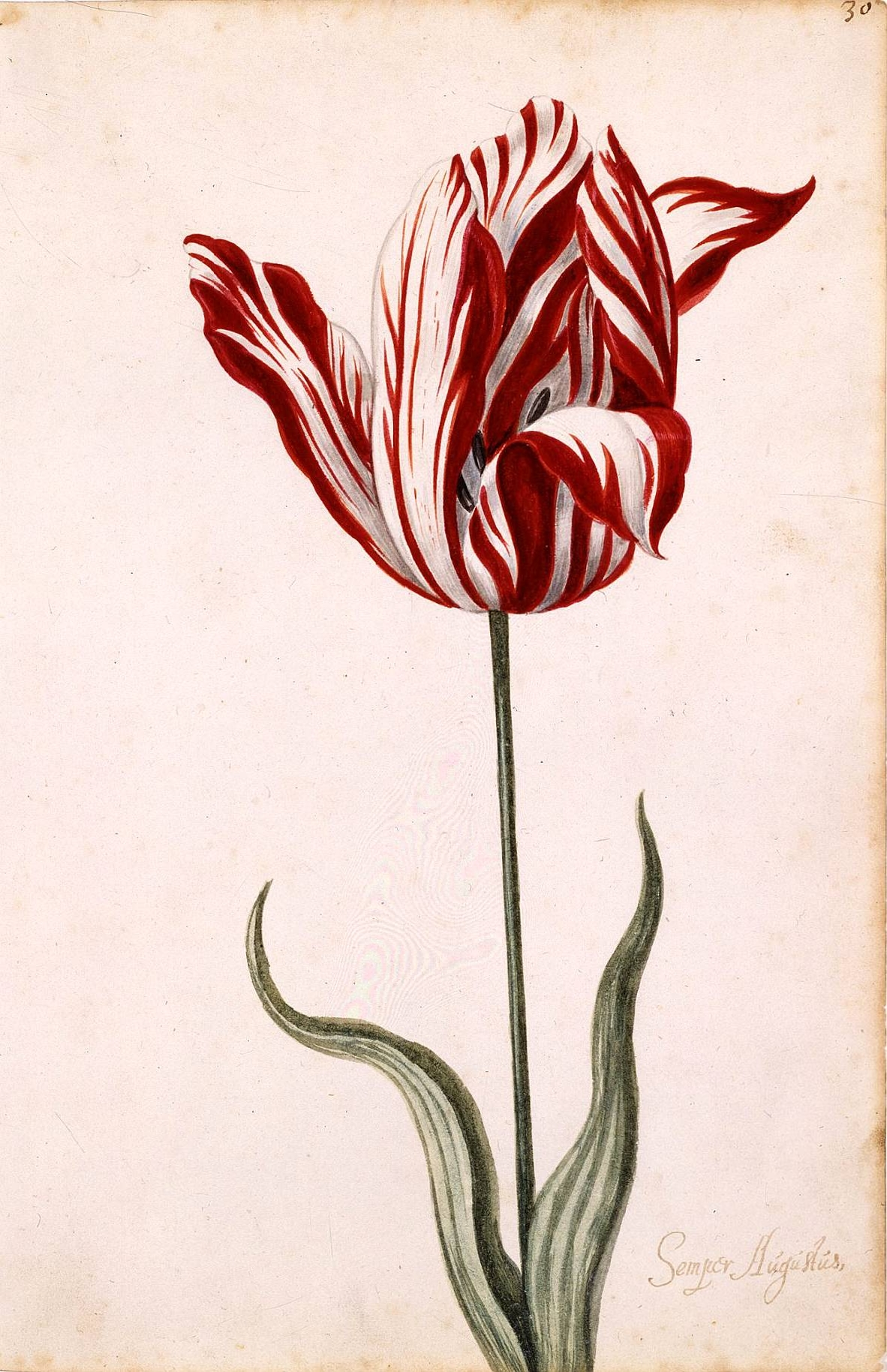
Tranh màu nước vào thế kỷ 17 về Semper Augustus, bông hoa tulip đắt giá nhất được bán ra trong cơn sốt hoa tulip.

Kết quả là, hoa tulip nhanh chóng trở thành một mặt hàng xa xỉ được thèm muốn, kéo theo đó là vô số chủng loại được giới thiệu tới công chúng. Chúng được phân loại thành các nhóm: hoa tulip chỉ có một màu đỏ, vàng hoặc trắng được gọi là Couleren; hoa có nhiều màu có các loại là Rosen (có vệt trắng trên nền đỏ hoặc hồng), Violetten (có vệt trắng trên nền màu tím hoặc màu tử đinh hương), và hiếm nhất là loại Bizarden (có các vệt màu vàng hoặc trắng trên nền đỏ, nâu hoặc tím). Hiệu ứng đa sắc của những đường nét phức tạp và những vệt sáng như ngọn lửa trên cánh hoa rất sống động và ngoạn mục, khiến cho những hạt giống hoa có màu sắc kỳ lạ này rất được săn đón. Ngày nay, người ta đã phát hiện ra rằng hiệu ứng này là do hạt giống hoa bị nhiễm một loại vi rút khảm đặc trưng của hoa tulip, được gọi là "vi rút phá hoa tulip", tên gọi này xuất phát từ việc chúng "phá" màu đơn sắc trên cánh hoa thành hai hoặc nhiều màu khác nhau.
Những người trồng trọt đặt tên cho các giống mới của họ bằng những danh hiệu cao quý. Ban đầu, phổ biến nhất là các giống hoa tulip mới được đặt tên với tiền tố dạng Admirael ("đô đốc") cộng với tên của người trồng cây, ví dụ như Đô đốc van der Eijck, với khoảng 50 loại giống cây được đặt tên như vậy. Generael ("tướng quân") là một dạng tiền tố khác thường được sử dụng với khoảng 30 giống cây. Các giống sau này thậm chí còn được đặt những cái tên nổi bật hơn được lấy cảm hứng từ Alexander Đại đế hoặc Scipio, hoặc thậm chí là "Đô đốc của các Đô đốc" và "Tướng quân của các Tướng quân". Việc đặt tên này có thể lộn xộn và chất lượng của từng loại hạt giống cũng không hề giống nhau. Hầu hết các biến chủng cây này hiện đều đã chết.
Hoa tulip mọc từ củ và có thể được nhân giống qua cả hạt và chồi. Hạt từ hoa tulip sẽ hình thành bầu hoa sau 7-12 năm. Khi một củ phát triển thành hoa, củ ban đầu sẽ biến mất, và một củ vô tính hình thành ở vị trí của nó, cùng với đó là một số chồi. Được chăm bón đúng cách, những chồi này sẽ trở thành củ ra hoa của riêng chúng, thường là sau một vài năm. Virus phá hoa tulip chỉ lây lan qua chồi chứ không phải hạt, và quá trình lan truyền bị virus làm chậm lại rất nhiều. Do đó, việc trồng các giống được ưa chuộng nhất vào thời điểm đó phải mất nhiều năm. Ở Bắc bán cầu, hoa tulip nở vào tháng 4 và tháng 5 trong khoảng một tuần. Trong giai đoạn không hoạt động của nhà máy từ tháng 6 đến tháng 9, củ hoa có thể được nhổ và di chuyển, vì vậy việc mua thực tế (trên thị trường giao ngay) đã diễn ra trong những tháng này. Trong thời gian còn lại của năm, người buôn bán hoa tulip, đã ký hợp đồng trước công chứng để mua hoa tulip vào cuối mùa (một dạng hợp đồng tương lai). Vì vậy, người Hà Lan, người đã phát triển nhiều kỹ thuật của tài chính hiện đại, đã tạo ra một thị trường cho củ hoa tulip, bền tốt. Bán khống đã bị cấm bởi một sắc lệnh năm 1610, được củng cố lại vào năm 1621, năm 1630, và một lần nữa vào năm 1636. Người bán khống không bị truy tố theo những sắc lệnh này, nhưng hợp đồng tương lai được coi là không thể thực thi, vì vậy các nhà giao dịch có thể từ chối giao dịch nếu đối mặt với mất mát.

### Thời kỳ đầu cơ

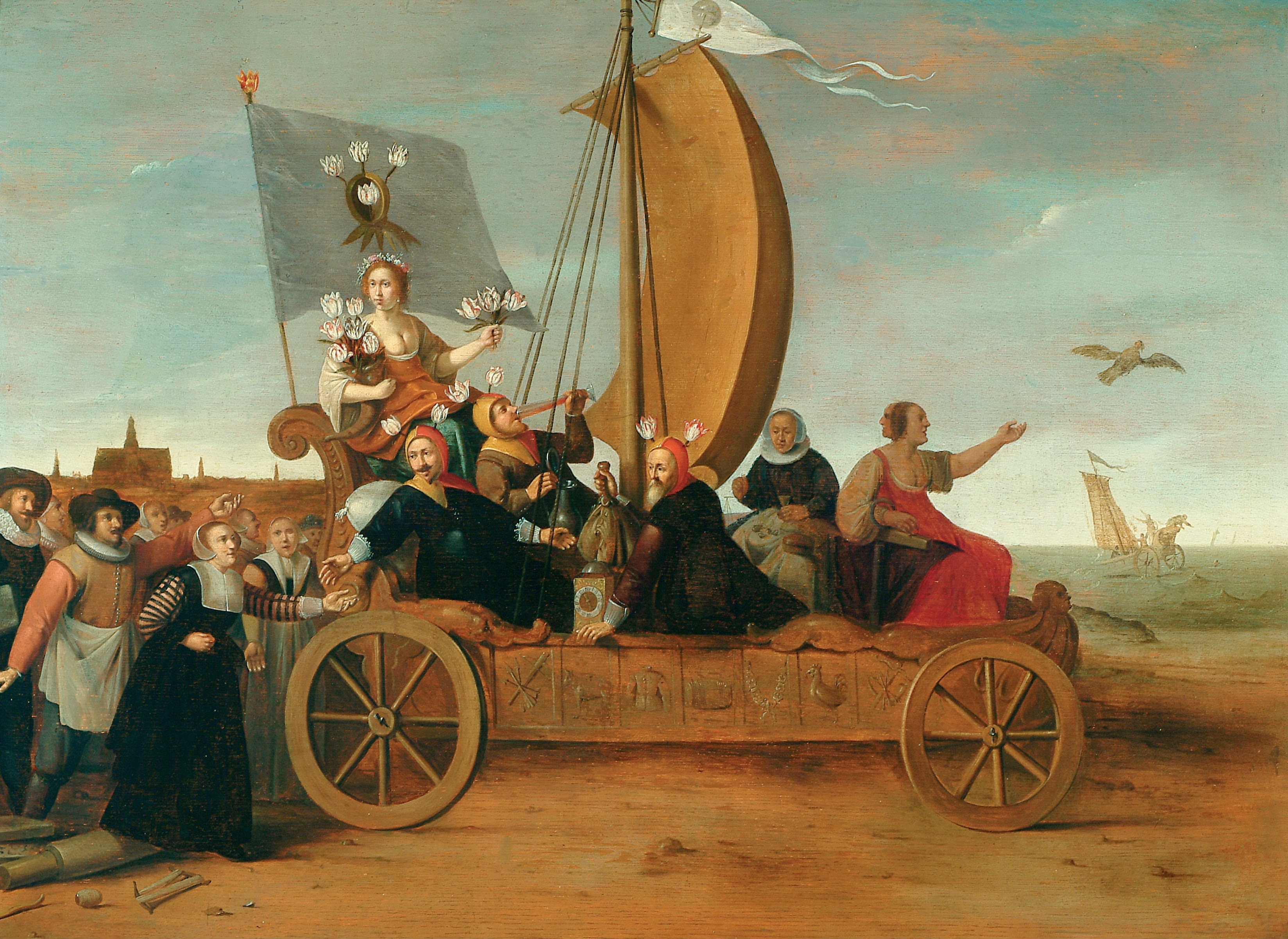
Chuyến xe của những Kẻ ngốc vẽ bởi Hendrik Gerritsz Pot, năm 1637. Tranh vẽ cảnh một đám đông những người thợ dệt Haarlem bỏ công việc của mình để đi theo Flora, nữ thần của các loài hoa, với một cánh tay đầy hoa tulip ngồi trên một chiếc xe chạy bằng sức gió có gắn một lá cờ thêu hình của loài hoa này. Ngồi trên xe cùng nữ thần còn có hai gã say rượu, một kẻ đổi tiền cho đám đông bên dưới, một người phụ nữ ngồi một góc thêu thùa, còn ở đầu xe là nữ thần Định mệnh hai mặt. Tất cả đều đang đi trên con đường đến với biển cả, ẩn ý cho sự diệt vong.

Một chỉ số giá tiêu chuẩn hóa cho các hợp đồng củ hoa tulip, được tạo ra bởi Earl Thompson. Thompson không có dữ liệu giá từ ngày 9 tháng 2 đến ngày 1 tháng 5, do đó, giá cả thị trường trong khoảng thười gian này không được thể hiện. Thị trường hoa tulip sau đó đã đột ngột sụp đổ vào tháng 2.

Khi những bông hoa dần trở nên phổ biến, người trồng trọt sẳn sàng trả mức giá cao hơn cho những bông hoa nhiễm virus, khiến giá tăng một cách đều đặn. Đến năm 1634, một phần do nhu cầu tăng cao đến từ thị trường Pháp, các nhà đầu cơ bắt đầu tham gia vào thị trường. Giá hợp đồng của những giống hoa quý hiếm tiếp tục tăng trong suốt năm 1636, rồi đến tháng 11, đến cả giá của những hạt giống thông thường cũng bắt đầu tăng, đến nỗi chẳng bao lâu nữa, bất kỳ củ hoa tulip nào cũng có thể thu hút được hàng trăm người mua. Trong năm đó, người Hà Lan đã tạo ra một loại thị trường tương lai, nơi mọi người mua và bán hợp đồng quyền mua củ hoa vào cuối mùa. Các thương nhân gặp nhau tại "khu cao đẳng" ở các quán rượu và những người được yêu câu phải trả 2.5% phí "tiền rượu", tối đa là 3 đồng guilder mỗi giao dịch. Không bên nào trả tiền ký quỹ ban đầu, cũng không cần trả ký quỹ thị trường. Người Hà Lan miêu tả việc giao dịch hợp đồng hoa tulip như vậy là windhandel (nghĩa đen là "mua bán gió"), bởi vì chẳng có củ hoa nào được trao tay sau giao dịch cả. Toàn bộ hoạt động kinh doanh được diễn ra bên lề đời sống kinh tế của Hà Lan chứ không hề được thông qua Sở giao dịch chính thức.
Đến năm 1636, hạt giống hoa tulip trở thành sản phẩm xuất khẩu cao thứ tư của Hà Lan, xếp sau rượu gin, cá trích và phô mai. Giá hoa tulip tăng chóng mặt do sự đầu cơ trong thị trường hoa tulip tương lai giữa những người thậm chí chưa từng nhìn thấy hạt giống hoa bao giờ. Nhiều người thu lợi hoặc thua lỗ cả gia tài chỉ sau một đêm.

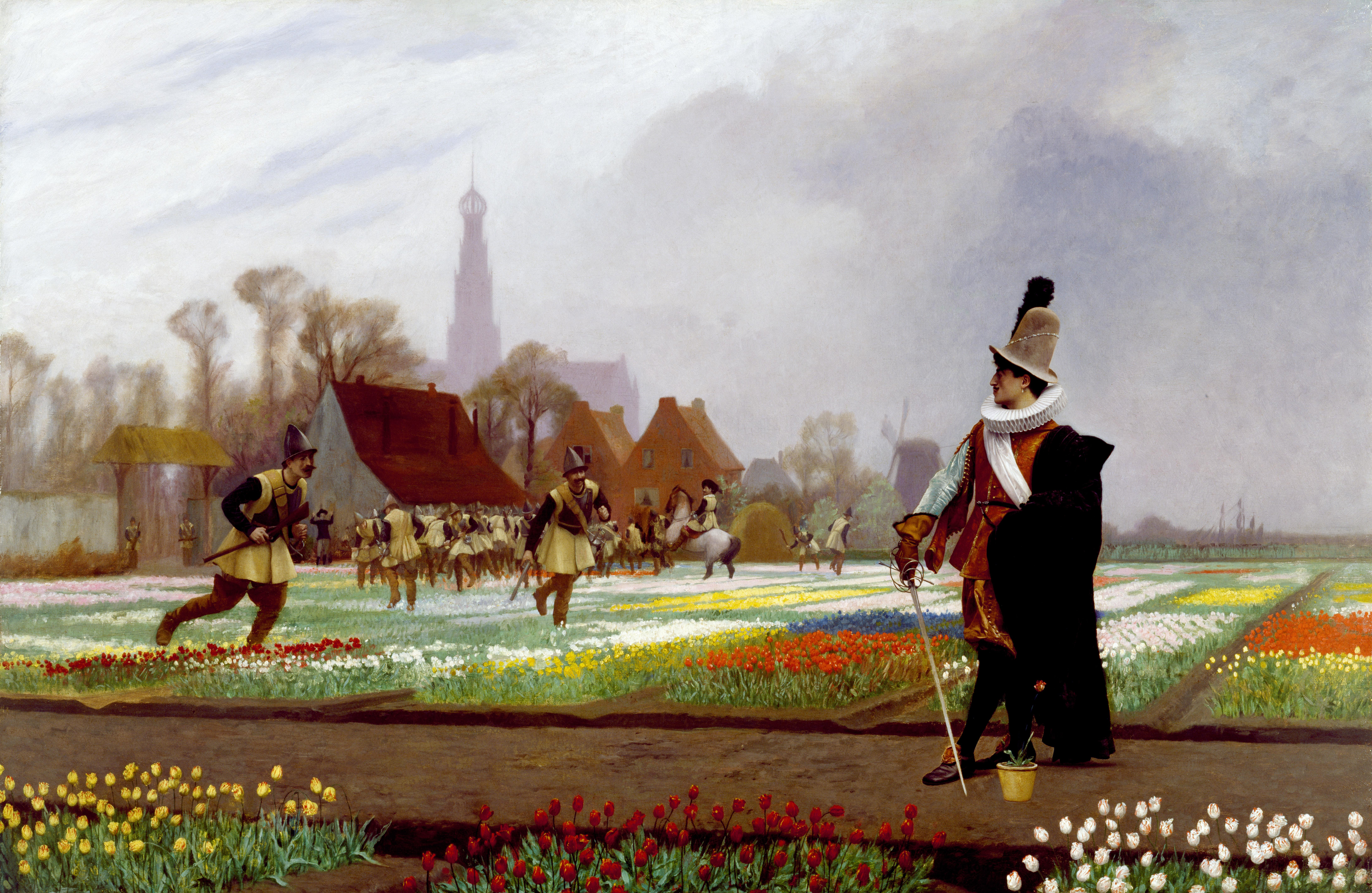
The Tulip Folly, vẽ bởi Jean-Léon Gérôme vào năm 1882. Một quý tộc đang nhìn vườn hoa tulip bị giẫm đạp bởi những người lính trong một nỗ lực có vẻ vô ích nhằm ổn định thị trường hoa bằng cách cắt giảm nguồn cung.

Cơn sốt hoa tulip đạt đến đỉnh điểm vào mùa đông năm 1636–37, khi một số hợp đồng hạt giống hoa được ghi nhận là đã được trao đổi qua tay mười lần một ngày. Không có bất kỳ đơn giao hàng được thực hiện theo hợp đồng, bởi đến tháng 2 năm 1637, giá của của hợp đồng giao nhận hạt giống hoa tulip đột ngột tụt dốc và việc giao dịch hoa tulip bị đình trệ. Sự sụp đổ về giá bắt đầu xảy ra ở Haarlem, khi mà lần đầu tiên chứng kiến việc những người mua bất ngờ từ chối tham dự phiên đấu giá hạt giống hoa thường lệ. Điều này có thể là do lúc đó Haarlem đang có một đợt bùng phát bệnh dịch hạch. Sự tồn tại của bệnh dịch có thể đã giúp tạo ra một nền văn hóa chấp nhận rủi ro khiến cho sự đầu cơ tăng vọt vào lúc đầu; nhưng lần bùng phát này có lẽ lại khiến cho bong bóng đầu cơ nổ tung.

## Đầu cơ hoa tulip

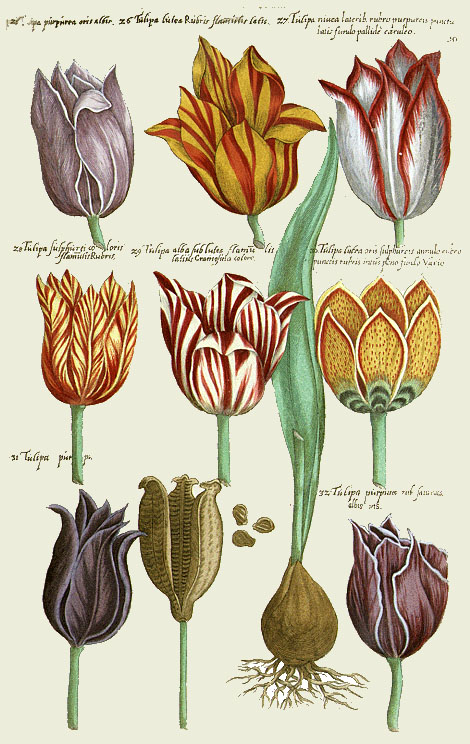
Hình vẽ phụ lục số 10 của Emanuel Sweerts trong sách Florilegium (1647), cuốn sách dựa trên doanh số bán hàng của ông và catalog đặt hàng

Mùa thu năm 1636, thời điểm mà điều thu hút sự quan tâm của các nhà đầu tư tại Hà Lan không phải là chỉ số chứng khoán Dow hay Nasdaq mà chính là giá của những bông hoa tulip. Loài hoa này đã làm say mê của những nhà làm vườn và lượng cầu về hoa tulip đã vượt hơn hẳn lượng cung.
Hà Lan vừa mới phục hồi sau cơn khủng hoảng kinh tế và người nông dân nơi đây đã có tiền để mạnh tay tiêu pha. Việc mua bán củ hoa tulip trở thành cách đầu cơ điên cuồng vì họ tin là giá loại "cổ phiếu" này sẽ tăng lên trong tương lai. Có những tuần giá có thể tăng gấp đôi. Doanh nhân, thợ nề, mục sư và cả luật sư đều trở thành những thương nhân đổ mạnh dòng vốn ra thị trường.
Giá cả tăng nhanh đến chóng mặt. Cho đến đỉnh điểm, một số củ tulip hiếm nhất được bán với giá tương đương 100.000 USD ngày nay. Một người yêu hoa tulip và muốn đầu cơ nó, bỏ ra 3000 guđơ (tiền Hà Lan) không phải là quá đắt để sở hữu một củ tulip có giá trị. Năm 1637, một nhà văn đã chỉ ra rằng lượng tiền để mua củ tulip có thể mua được những thứ sau:
- tám con lợn
- bốn con bò
- 12 con cừu
- 24 tấn lúa mì
- một con tàu
- 1 chiếc giường ngủ
- 48 tấn lúa mạch đen
- 2 thùng rượu lớn (loại 240 lít)
- 4 thùng bia
- 2 tấn bơ
- 453 kg phomat
- 1 tách bạc

Sau khoảng một thời gian tăng giá chóng mặt, đến tháng 2 năm 1637 giá đột nhiên rơi xuống mức không ngờ. Các nhà buôn hoảng hốt khi giá của củ tulip giảm xuống chỉ còn 1% so với trước và đôi khi còn giảm hơn. Lợi nhuận ảo trên giấy tờ bị xoá sạch. Tulipomania (hội chứng hoa tulip) đã kết thức nhanh chóng giống hệt như là lúc nó bắt đầu.
Nghiên cứu về cơn sốt hoa tulip rất khó khăn vì dữ liệu từ những năm 1630 rất hạn chế, đa phần trong số đó lại đến từ những nguồn thiên lệch và khắt khe với giới đầu cơ. Mặc dù những lời giải thích này nhìn chung không được chấp nhận nhưng một số nhà kinh tế hiện đại đã đề xuất những lời giải thích hợp lý cho sự lên xuống của giá cả thay vì đổ lỗi cho cơn sốt đầu cơ. Ví dụ như các loại hoa khác như lan dạ hương cũng rất đắt khi mới xuất hiện nhưng rồi cũng hạ rất nhanh. Giá cũng có thể bị đẩy lên cao vì hy vọng vào một sắc lệnh của Quốc hội cho phép hủy bỏ hợp đồng chi phí nhỏ, nhờ đó mà giảm thiểu rủi ro về phía người mua.